# Фетисов, Глеб Геннадьевич
Глеб Генна́дьевич Фети́сов (род. 5 июня 1966 года, Электросталь, Московская область, СССР) — кинопродюсер, предприниматель, член Совета Федерации Федерального собрания РФ от Воронежской области (2001—2009), основатель и сопредседатель политической партии «Альянс зелёных — Народная партия» (2012—2015 годах).

## Биография
Родился 5 июня 1966 года в г. Электросталь Московской области.
Среднюю школу окончил с золотой медалью.
В 1988 году с отличием окончил экономический факультет МГУ.
С отличием окончил магистратуру Финансовой академии при Правительстве Российской Федерации, аспирантуру экономического факультета МГУ и докторантуру [уточнить] Финансовой академии при Правительстве РФ.
В 1990 году работал сотрудником Центрального экономико-математического института АН СССР.
В 1993 году занял должность заместителя председателя правления по кредитным операциям банка «РИ Инвестбанк».
С 1994 по 1995 год — председатель правления банка «Кроссинвест».
В 1995 году стал финансовым директором «Альфа-Эко» (АОЗТ «Альфа-Эко» г. Москва).
С 1996 по 1998 год — арбитражный управляющий Ачинского глинозёмного комбината.
В 1997—2001 годах — депутат Законодательного собрания Красноярского края.
В 1998 году защитил кандидатскую диссертацию по специальности «08.00.10 — Финансы, денежное обращение и кредит».
В 1998 году стал президентом группы и акционером «Альфа-Эко».
В 2001 году вошёл в состав совета директоров ОАО «Вымпелком».
В июле 2001 года избран в Совет Федерации РФ от Воронежской области. В Совете Федерации был членом Комиссии по естественным монополиям, Комиссии по взаимодействию со Счётной палатой Российской Федерации, первым заместителем председателя Комитета по финансовым рынкам и денежному обращению.
С 2002 по 2009 год — представитель Совета Федерации в Национальном банковском совете.
В 2003 году защитил докторскую диссертацию «Устойчивость банковской системы и методология её оценки».
С 2003 по 2010 год являлся заведующим кафедрой макроэкономического регулирования и планирования (МЭРиП) экономического факультета МГУ им. М. В. Ломоносова.
С 2002 по 2014 год владел долей в телекоммуникационном холдинге Altimo.
В 2007 году Высшей аттестационной комиссией присвоено учёное звание профессора по кафедре МЭРиП экономического факультета МГУ им. М. В. Ломоносова.
В мае 2009 года по собственному желанию ушёл из Совета Федерации.
В 2009 году создал в Китае инвестиционный банк и управляющую компанию My Decker Capital, которая управляла фондом по частным инвестициям в пищевую промышленность, продуктовые ритейлы, сельское хозяйство.
С ноября 2009 года — председатель совета директоров ООО «Мой банк». Летом 2012 года вышел из состава акционеров банка, переведя активы в семейный траст, а также покинул пост председателя совета директоров ООО «Мой банк». В ноябре 2013 года новыми владельцами этих активов банка стала группа российских и зарубежных физических лиц.
C декабря 2009 года по апрель 2012 года был членом Общественной палаты РФ.
С 2011 по 2013 год был Председателем Совета по изучению производительных сил (СОПС) при РАН и Министерстве экономического развития.
В апреле 2012 года избран председателем политической партии «Альянс зелёных — Народная партия».
В декабре 2015 года на съезде партии принял решение покинуть пост и уйти из политики.

## Киноиндустрия
В 2017 году в конкурсной программе 70-го Каннского международного кинофестиваля состоялась премьера фильма «Нелюбовь» режиссёра Андрея Звягинцева и продюсера Глеба Фетисова. «Нелюбовь» получила Приз жюри. В 2018 году фильм был номинирован на премии «Оскар» и «Золотой глобус» в категории «Лучший фильм на иностранном языке», премию BAFTA в категории «Лучший фильм не на английском языке». Во Франции «Нелюбовь» стала первым российским фильмом в истории, выигравшим премию «Сезар» за лучший фильм на иностранном языке.
В 2019 году фильм «Собибор» (реж. Константин Хабенский) был отобран на премию «Оскар» в категории «Лучший фильм на иностранном языке». Фильм «Собибор» был показан в штаб-квартире Организации Объединённых Наций в Нью-Йорке.

## Фильмы
- 2014 — «В спорте только девушки»;
- 2014 — «Шеф[13]» (реж. Джон Фавро, в ролях Дастин Хоффман, Скарлетт Йоханссон, Роберт Дауни-младший, София Вергара);
- 2016 — «Дуэлянт»;
- 2017 — «Нелюбовь»;
- 2018 — «Собибор»;
- 2019 — «Девушки бывают разные» (реж. Сарик Андреасян);
- 2019 — «Тайна печати дракона»;
- 2022 — «Дудочник» (реж. Энтони Уоллер);

В ноябре 2022 года в Ирландии завершились съемки фильма «Долгий день уходит в ночь» по одноимённой пьесе американского драматурга Юджина О’Нила, за которую ему была присуждена Пулитцеровская премия, с Джессикой Лэнг, Эдом Харрисом и Беном Фостером в главных ролях (релиз планируется в конце 2023 года).
Основал кинопроизводственные компании Fetisoff Illusion — Europe (Кипр) и Fetisoff Illusion (США). Является членом Гильдии продюсеров Америки.

## Благотворительность
В конце 2019 года Благотворительный фонд Фетисова (расположенный в Женеве, Швейцария) учредил журналистскую премию с одним из крупнейших призовых фондов в мире — Fetisov Journalism Awards для признания и награждения выдающихся журналистов по всему миру за их самоотверженный труд и вклад в продвижение всеобщих прав человека, а также позитивное влияние на человеческое общество.

## Уголовное дело
28 февраля 2014 года Фетисов был задержан ГСУ Следственного комитета РФ по подозрению в мошенничестве в рамках расследования уголовного дела о банкротстве ООО «Мой банк». По делу о выводе активов банка, которым Фетисов ранее владел, он обвинялся в невыполнении обязательств перед вкладчиками на 6,5 миллиарда рублей. Фетисов продал «Мой банк» в ноябре 2013 года, а в конце января 2014 года у кредитного учреждения была отозвана лицензия.
Виновным себя не признал В январе 2015 года добровольно выкупил все долги банка перед кредиторами (14,2 млрд руб.) — по некоторым данным, это первый такой случай в России. Как заявил Фетисов, он сделал это в целях сохранения репутации. В октябре 2019 года уголовное дело против него было закрыто.

## Научная деятельность
Является автором статей, монографий и учебных пособий в областях экономической политики, денежно-кредитного и валютного регулирования, региональной экономики, истории экономических учений, банковского менеджмента, анализа банковской деятельности, реструктуризации кредитных организаций, теории кредита и практики кредитования. Научные интересы нашли отражение в более чем 100 научных публикациях (более 200 печатных листов).
Доктор экономических наук, специалист в области финансов и кредита, денежно-кредитной политики, банковского дела. Профессор, член-корреспондент Российской академии наук с 29 мая 2008 года по Отделению общественных наук (экономика, финансы и кредит).

## Состояние
Входит в рейтинг журнала Forbes с 2005 года.

## Личная жизнь
Женат, имеет троих детей — двух сыновей и дочь.
Увлекается шахматами, гольфом, конным поло, парусным спортом.